# Thérèse Neguel
Thérèse Raissa Neguel (* 30. Dezember 1981) ist eine Fußballschiedsrichterin aus Kamerun.
Neguel erhielt 2007 das FIFA-Zertifikat und pfeift seitdem internationale Spiele. Ihr erstes großes Turnier bestritt die in Kameruns Hauptstadt Yaoundé beheimatete Schiedsrichterin 2008 bei der U-17-Fußball-Weltmeisterschaft der Frauen 2008 in Neuseeland. Ihr wurden zwei Gruppenspiele anvertraut. Bei der WM 2011 in Deutschland gehörte sie zum Stab der 16 FIFA-Schiedsrichterinnen. Sie pfiff dort das Vorrundenspiel Neuseeland gegen England (1:2). Vier Jahre später wurde sie zur WM 2015 eingeladen, wo sie das Gruppenspiel zwischen Kolumbien und Mexiko (1:1) leitete. 